# Metaphycus baruensis
Metaphycus baruensis är en stekelart som beskrevs av John S. Noyes 1988. Metaphycus baruensis ingår i släktet Metaphycus och familjen sköldlussteklar.
Artens utbredningsområde är:
- Kenya.
- Papua Nya Guinea.

Inga underarter finns listade i Catalogue of Life.